# Битва под Дроковом
Битва под Дроковом или битва на реке Ипуть — сражение русско-польской войны 1654—1667, произошедшее 11 (21) февраля 1664.
После Пироговской битвы король Ян II Казимир принял решение о завершении своего похода за Днепр. Польское войско под началом Станислава Потоцкого и Стефана Чарнецкого отступало через Правобережную Украину, литовское же войско с королём направилось через Стародуб на северо-запад к Могилёву, которому угрожал новгородский полк князя Ивана Хованского. В Карачеве находилось русское войско во главе с Яковом Черкасским, которое начало движение наперерез литовцам, пытаясь преградить им дорогу у реки Ипуть.
Литовцам удалось первыми дойти до Ипути, однако из-за охватившей их на переправе паники от приближения русских конных полков во главе с князьями И. С. Прозоровским и Ю. Н. Барятинским они бросили большую часть обоза. Для поиска и сбора возов по приказу гетмана Михаила Паца был оставлен полковник Христиан Людвиг Калькштейн с драгунским полком, на который и обрушились русские конные полки. Полк Калькштейна, несмотря на отчаянное сопротивление, был полностью перебит или взят в плен. Среди пленных был и сам Калькштейн с рядом других офицеров. Узнав от Калькштейна, что литовская артиллерия ещё не успела отойти далеко, русская конница, оставив пехоту, пустилась в погоню и догнала литовцев. Однако в лесах, не сумев преодолеть сопротивление охранявшей артиллерию пехоты, конница была вынуждена повернуть назад.
Таким образом, литовцам удалось сохранить артиллерию, однако значительная часть обоза была утеряна.